# South Flat, Wyoming
South Flat är en mindre ort i Washakie County i den amerikanska delstaten Wyoming, belägen omkring 10 kilometer söder om countyts huvudort Worland, på östra sidan av Bighorn River. Orten hade 374 invånare vid 2000 års federala folkräkning, då den klassades som census-designated place.